# عقد 970 هـ
عقد 970 هـ هو الفترة بين عام 970 إلى 979 في التقويم الهجري، أي العشر سنوات الثامنة من القرن العاشر الهجري.